# Helmer Måhl
Johan Helmer Måhl, född 22 maj 1888 i Ölme församling, Värmlands län, död 20 juli 1971 i Enskede (folkbokförd i Sofia församling), Stockholm, var svensk multiidrottare med stående höjdhopp som bästa gren.
Måhl utövade bland annat stavhopp, längdhopp och höjdhopp. Han tävlade för klubbarna IFK Kristinehamn, Västerås SK (år 1911) och IFK Västerås (år 1912). Han tog guld i stående höjdhopp vid svenska mästerskapen i friidrott åren 1911 och 1912. Han var även utagen till olympiska spelen i Stockholm 1912 men kom av okänd anledning inte till start.
Helmer Måhl är begravd på Norra begravningsplatsen utanför Stockholm.